# Angervilliers
 Angervilliers  es una población y comuna francesa, en la región de Isla de Francia, departamento de Essonne, en el distrito de Étampes y cantón de Saint-Chéron.

## Demografía
| 467 | 511 | 530 | 704 | 1197 | 1381 |
| Para los censos de 1962 a 1999 la población legal corresponde a la población sin duplicidades (Fuente: INSEE [Consultar]) |     |     |     |      |      |

## Personalidades vinculadas
- Gustave Surand, pintor, nació en Angervilliers el 25 de abril de 1860.